# Yom Tov

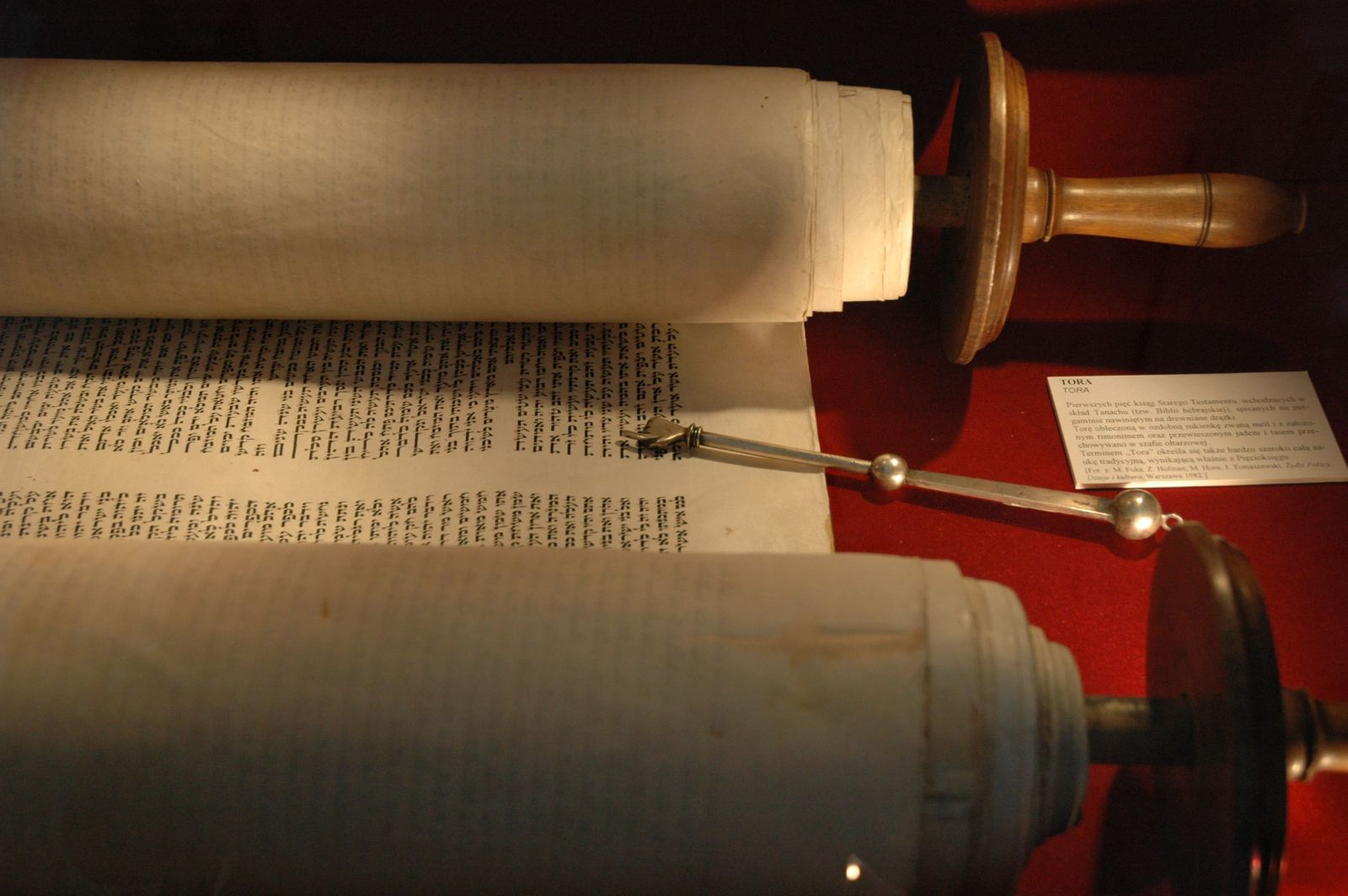
Torah e Yad

Lo Yom Tov (in ebraico: יוֹם־טוֹב yom-tov) o Yontev (in iddish: יום־טובֿ Yom-tev o Yontef) letteralmente significa "un buon giorno", ma da secoli la tradizione ebraica usa questo termine per indicare le festività, quando per esempio gli ebrei di lingua yiddish si salutano tra loro augurandosi "gut yom-tev!" ("buone feste!"). Il termine viene applicato anche in ogni occasione speciale che sollevi la persona al di sopra degli aspetti mondani della vita o del dolore, delle afflizioni e delle preoccupazioni quotidiane.

## Obblighi
L'obbligo principale legato allo Yom Tov viene espresso nella Torah Deuteronomio 16.14-15: "E tu gioirai in questa tua festa ... e tu sarai contento." Tale obbligo biblico di gioire è esclusivo a Yom Tov, al sabato (Shabbat) viene solo richiesto di onorare il giorno e impegnarsi in attività piacevoli.
Le linee di guida basilari per lo Yom Tov sono delineate dai saggi ebrei come segue:
- godere di due pasti per ogni giorno di Yom Tov: uno di sera e un altro durante il giorno.[6] È una mitzvah apprezzare la consumazione di carne e vino nel corso di ogni pasto (non è sufficiente bere solo il vino del kiddush).[7]
- Gli ebrei solitamente usano una maggiore varietà di cibo durante lo Yom Tov che durante lo Shabbat. Nella stessa prospettiva, anche il vestiario indossato durante lo Yom Tov è tradizionalmente più elegante di quello dello Shabbat.
- Gli uomini ebrei hanno l'obbligo di acquistare per le loro mogli un nuovo pezzo di abbigliamento o di gioielleria, in onore dello Yom Tov. Ai bambini vengono donati dolci o un giocattolo nuovo.
- "Quando mangia e beve [durante lo Yom Tov], egli è obbligato a nutrire lo straniero, l'orfano e la vedova, insieme ad altri poveri indigenti ... Invero, per colui che chiude le porte del suo cortile e mangia e beve insieme con moglie e figli, e non nutre e disseta i poveri e i sofferenti — ciò non rappresenta la gioia di una mitzvah, ma la gioia del suo stomaco ..."[8]

## Attività consentite e proibite

### Proibizioni
Alcune cose, proibite durante lo Shabbat e lo Yom Tov, sono invece permesse nel corso del Chol haMoed.
Quasi tutto ciò che è proibito durante lo Shabbat è proibito durante lo Yom Tov. Usare apparecchi elettrodomestici, andare a lavorare, maneggiare denaro, scrivere - sono tutte attività proibite. Le principali differenze tra i due periodi sono cucinare e cuocere al forno, accendere il fuoco da una fiamma preesistente e trasportare in pubblico. Tutto ciò è consentito durante Yom Tov - sia pure con alcune limitazioni che sono descritte qui di seguito.

#### Analisi
Le leggi di Yom Tov sono quasi le stesse di quelle dello Shabbat con una importante eccezione: durante Yom Tov è consentito svolgere numerose attività necessarie per la preparazione dei cibi: è permesso accendere un fuoco da un fuoco già acceso prima dell'inizio della festa di Yom Tov, ad esempio da candele, sia per cucinare sia per altri utilizzi ammessi. Sono comprese quelle attività vietate durante lo Shabbat, come impastare, infornare e cuocere. Nelle parole della Torah: "Durante questi giorni [di Yom Tov] non si farà alcun lavoro; potrà esser preparato solo ciò che deve essere mangiato da ogni persona" (Deuteronomio 12.16) L'utilizzo di apparecchi elettrici è comunque proibito per altre ragioni (vedasi sotto).
Inoltre, i saggi ebrei insegnano che "dal momento che questi lavori sono ammessi ai fini [di preparare il cibo], sono anche ammissibili per [altri] scopi." Quindi accendere il fuoco è (biblicamente) ammissibile, come anche trasportare in luoghi pubblici, anche se queste attività non hanno nulla a che fare con la preparazione dei cibi, dato che possono facilitare la preparazione del cibo.

### Eccezioni
Sebbene sia lecito svolgere attività, anche se lo scopo non concerne la preparazione di cibi, deve comunque esistere essere uno scopo costruttivo. Per esempio, se il trasportare oggetti è fatto senza motivo, allora è vietato. Se si desidera portare un bambino a fare una passeggiata in una carrozzina, la si deve controllare per assicurarsi che non vi sia nulla di superfluo nel paniere.
La preparazione del cibo è consentita solo se il cibo è destinato a quel giorno specifico, e non per dopo, neanche per il giorno di Yom Tov successivo. Quindi si deve stare attenti ad aspettare fino a notte prima di riscaldare il cibo per il pasto serale della seconda notte di Yom Tov. Tuttavia, è consentito prepararne una grande quantità con l'intenzione di mangiare gli avanzi il giorno successivo, a condizione che tutto il cibo venga preparato e cotto in un unico utensile. Allo stesso modo, trasportare cose e persone in luoghi pubblici è consentito solo se dà in qualche modo un beneficio per quel giorno. Per esempio, sarebbe vietato di portare con sé una chiave di casa alla sinagoga nel pomeriggio, al fine di essere in grado di entrare nella casa quella notte.
I saggi proibivano qualsiasi attività durante Yom Tov se poteva essere svolta prima dello Yom Tov – escludendo effetti negativi sulla qualità del cibo. Poiché la maggior parte dei cibi perderebbe freschezza se preparata prima di Yom Tov, è consentito cuocere e cucinare la maggior parte degli alimenti durante Yom Tov.
Per questo motivo, gli ebrei devoti possono accendere un fuoco da una fiamma già precedentemente accesa; simile il caso dei lumi appositi celebrativi della festa, come si fa per Shabbat. Accendere una nuova fiamma usando un fiammifero è proibito - ciò può esser fatto prima dello Yom Tov.
Durante lo Yom Tov viene anche permesso da alcuni l'"uso" di sigarette, da accendere anch'esse da un fuoco già acceso purché si faccia attenzione a non far cadere il tabacco con la parte accesa nell'atto, per esempio, di far cadere la cenere: in questo caso non si deve quindi staccare e strappare né spegnere).
Mentre è permesso preparare cibo durante lo Yom Tov, non è permesso preparare gli utensili alimentari (posate, ecc.) né affilare un coltello: tale attività è consentita solo se non è stato possibile farlo prima dello Yom Tov (sia perché uno non era a conoscenza che doveva essere fatto in anticipo, oppure a causa di una situazione creatasi durante lo stesso Yom).

## Regole negative
Le leggi di Yom Tov sono complesse e dettagliate. Le seguenti indicazioni riguardano solo le applicazioni più comuni della legge di Yom Tov:
Spegnere fuochi
Spegnere un fuoco è proibito. Per questo motivo, è consentito aumentare la fiamma di un fornello, ma non abbassarla. Nella maggior parte delle stufe e fornelli elettrici, alzando la temperatura si "accende" la corrente in una resistenza aggiuntiva, il che sarebbe l'equivalente di accendere una nuova fiamma, e quindi anche in questo caso alzare la fiamma è vietato. Le autorità halakhiche moderne dibattono se sia consentito abbassare la fiamma del fuoco al fine di impedire al cibo da bruciarsi, o per permettere di cuocere correttamente. La maggioranza lo permette, mentre altri dicono che si dovrebbe togliere il cibo dal fuoco, accendere un altro bruciatore e mettere il cibo su quello.
Muktzeh
Gli oggetti che non possono essere usati di Shabbat sono chiamati "muktzeh". Tali oggetti non possono essere maneggiati o spostati durante lo Shabbat: per esempio moneta e denaro in genere, penne, portafogli, candelieri, oggetti elettrici ed elettronici e fiammiferi. Le regole di muktzeh si applicano anche nello Yom Tov (vedi anche Tefillin), con l'ovvia eccezione degli oggetti che servono ad una funzione che è proibita di Shabbat ma non durante lo Yom Tov. Quindi, trasportare candelieri, o anche accendere una candela, è vietato nello Shabbat ma permesso nello Yom Tov.
Sono quindi generalmente proibiti, indicativamente, oggetti "separati" il cui "uso" non sia utile o permesso nell'occasione (esempio tipico potrebbe essere una pietra "sparsa" a terra o in un vaso con pianta o albero).
Elettricità
Usare elettricità, sia per accendere/spegnere una luce o elettrodomestico, è proibito (anche con "sensori-al-passaggio-di-qualcuno" che sia ebreo, anche quelli che si riattivano continuamente al passaggio e/o tramite "comando vocale-o-simili", anche se lo "strumento" fosse già in "atto" o "opera").
Acqua calda
Riscaldare acqua è una forma di cottura. Utilizzare il rubinetto dell'acqua calda è vietato durante lo Shabbat perché fa entrare l'acqua fredda dentro il serbatoio di riscaldamento e quindi la "cuoce". Durante lo Yom Tov, è consentito usare il rubinetto dell'acqua calda per lavare i piatti, le mani, o qualsiasi altra parte del corpo purché queste azioni non azionino congegni elettrici/elettronici (per riscaldamento ad "energia solare" tramite e/o in "serbatoi" vi sono divergenze Halakhiche). Fare il bagno o la doccia a tutto il corpo in acqua calda rimane proibito.
Spremere
Spremere frutta per estrarne il succo è proibito durante lo Yom Tov, come lo è durante lo Shabbat; tuttavia in alcuni casi è permesso spremere per esempio del limone ma solo direttamente su un cibo che si voglia mangiare in quel dato momento.